# Frederick Copleston
Pour les articles homonymes, voir Copleston.
Frederick Charles Copleston, né le 10 avril 1907 près de Taunton (Angleterre) et décédé le 3 février 1994 à Londres, est un prêtre jésuite anglais, philosophe et professeur d’histoire de la philosophie. Premier ‘Principal’ de ‘Heythrop College’ après son affiliation à l’Université de Londres (1970) et professeur invité en de nombreuses universités étrangères il est surtout connu pour sa très populaire ‘A History of Philosophy’ publiée de 1946 à 1975.

## Biographie

### Jeunesse et formation
Frederick Copleston est élevé dans la foi anglicane. À la fin de ses études au Marlborough College (1920-1925) – il a 18 ans - il se convertit au catholicisme ce qui lui cause des difficultés avec sa famille. Deux de ses oncles paternels étaient évêques anglicans dont l’un, Reginald Copleston (en), fut évêque métropolitain de l'Inde britannique (et évêque anglican de Calcutta). Bien que profondément peiné son père n’en continue pas moins à le soutenir durant ses études au St John’s College d’Oxford (1925-1929): Il sort diplômé de l’université d’Oxford en 1929.
L’année suivante, en 1930, Copleston entre au noviciat des Jésuites de Roehampton (Manresa House). Les deux premières années de formation spirituelle terminées, il commence à Heythrop College (dans l’Oxfordshire) des études de philosophie qui seront suivies de la théologie. En 1937 il est ordonné prêtre. En 1938, il se rend en Allemagne pour y compléter sa formation et rentre dans son pays juste avant le déclenchement de la Seconde Guerre mondiale (1939). Le projet de faire un doctorat à l’Université grégorienne de Rome doit être abandonné. Copleston est envoyé enseigner l’histoire de la philosophie aux jeunes jésuites restés au même Heythrop college qu’il a connu.

### Philosophe et professeur
C’est alors qu’il enseigne à Heythrop College que Copleston commence à écrire son ‘A history of philosophy’. L’œuvre, en onze volumes, sera publiée de 1946 à 1975 et connaitra de nombreuses réimpressions. Le manuel présente de manière claire la philosophie antique comme les médiévale, moderne et contemporaine. Toujours très estimé, le magnum opus de Copleston a été décrit comme « une réalisation monumentale » qui « accomplit un travail d’exposition dans un très grand respect des auteurs présentés et discutés ».
En 1948 Copleston fait une soudaine apparition sur la scène publique par un retentissant débat radiophonique organisé par la BBC où il s’oppose à Bertrand Russell sur la question de l’existence de Dieu. Par après il y sera plusieurs fois invité à débattre de questions philosophiques, entre autres avec Alfred J. Ayer sur le ‘Positivisme logique’ et le sens du langage religieux.

### Carrière internationale
Après 1950 sa carrière prend une dimension internationale. De 1952 à 1968 il enseigne à l’Université grégorienne, résidant à Rome la moitié de l’année. En 1970 Copleston est fait ‘Fellow of the British Academy’ [FBA]. La même année, et bien que peu porté aux tâches administratives, le professeur de philosophie est nommé ‘principal de Heythrop College’, qui vient de déménager à Londres, et pilote son affiliation à l’Université de Londres.
À la fin de son mandat, quatre ans plus tard (1974) Copleston reprend à temps plein son enseignement philosophique. De 1974 à 1982 il est Professeur invité à l’Université de Santa Clara (Californie) et de 1979 à 1981 il donne les ‘Gilford Lectures’ à l’Université d'Aberdeen en Écosse. Ces conférences lui permettent d’exprimer, à propos de thèmes pérennes de philosophie, des réflexions plus personnelles que celles qu’il s’autorise dans son ‘History of Philosophy’.
Vers la fin de sa vie Copleston reçut plusieurs doctorats ‘Honoris causa’: Université de Santa Clara (Californie), Université d’Uppsala (Suède), Université de St Andrews (Écosse). Copleston était également membre de la ‘Royal Institute of Philosophy’ et de l’Aristotelian Society’ de Grande-Bretagne. En 1993 il est fait ‘Commander of the British Empire' [CBE].
Frederick Copleston meurt le 3 février 1994 à l’hôpital Saint Thomas de Londres. Il a 86 ans.

## Écrits

### Œuvre principale
- A History of Philosophy. Onze volumes furent publiés de 1946 à 1975 (Search press), et traduits en plusieurs langues. Seuls les trois premiers volumes sont disponibles en français.

### Autres écrits
- Aquinas, Penguin, 1955.
- Arthur Schopenhauer, philosopher of pessimism, Burns, Oates & Washbourn, 1956.
- Contemporary Philosophy: Studies of Logical Positivism and Existentialism, Continuum, 1956.
- A history of medieval philosophy, Methuen & Co., 1972.
- Religion and philosophy, Barnes & Noble, 1974
- Friedrich Nietzsche: philosopher of culture, Search Press, 1975,
- Philosophers and philosophies, Search Press, 1976.
- On the history of philosophy and other essays, Search Press, 1979.
- Philosophies and cultures, Oxford University Press, 1980.
- Religion and the One: Philosophies East and West, Search Press, 1982.
- Philosophy in Russia: from Herzen to Lenin and Berdyaev, Search Press. 1986.
- Russian religious philosophy: selected aspects, Search Press, 1988.
- Memoirs of a philosopher, Kansas City, Sheed and Ward, 1993, 228pp.